# 桑德拉·李
桑德拉·李·克里斯蒂安森（英語：Sandra Lee Christiansen，1966年7月3日—）是美国电视厨师兼作家。她以“半自制式（Semi-Homemade）”烹饪概念而闻名；她对此解释为烹饪时使用七成的预包装产品和三成的新鲜食材。她因为她的主持及表演而获得了2012年度日间艾美奖最佳生活及烹饪节目主持人。而作为现任纽约州州长安德鲁·库默的伴侣，她在2011年到2019年的时间里担任着纽约州事实上的州长夫人。